# ザ・ソング・オブ・シンギング
『ザ・ソング・オブ・シンギング』（The Song of Singing）は、チック・コリアが1970年に録音・1971年に発表したスタジオ・アルバム。

## 解説
本作のためのセッションで録音されたアウトテイクのうち、「Blues Connotation」は未発表音源集『サークリング・イン』(BN-LA472-H2)、「Drone」は未発表音源集『サーキュラス』(BN-LA882-J2)で日の目を見た。また、1989年発売のアメリカ盤CD (CDP 7 84353 2)には、これら2曲に加えて、未発表のままとなっていた「Ballad II」もボーナス・トラックとして追加された。
本作に参加したコリア、デイヴ・ホランド、バリー・アルトシュルの3人は、1970年よりアンソニー・ブラクストンを加えたカルテット「サークル」としても活動しており、「トイ・ルーム」や「ネフェルティティ」は、サークルによるライブ録音も残されている。また、コリアが本作と全く同じメンバーで1971年1月に録音したアルバム『A.R.C.』でも、「ネフェルティティ」が再演された。
スコット・ヤナウはオールミュージックにおいて5点満点中4点を付け「初期アート・アンサンブル・オブ・シカゴに影響を受けた、どちらかと言えばフリー/アヴァンギャルド・ジャズ的な音楽だが、じっくり聴くに値する」と評している。

## 収録曲
1. トイ・ルーム - "Toy Room" (Dave Holland) - 5:54
2. バラッドI - "Ballad I" (D. Holland, Barry Altschul) - 4:20
3. ライムス - "Rhymes" (Chick Corea) - 6:54
4. フレッシュ - "Flesh" (C. Corea) - 6:11
5. バラッドIII - "Ballad III" (D. Holland, B. Altschul) - 5:37
6. ネフェルティティ - "Nefertiti" (Wayne Shorter) - 7:05

### 1989年再発CDボーナス・トラック
1. "Blues Connotation" (Ornette Coleman) - 7:17
2. "Ballad II" (C. Corea, D. Holland, B. Altschul) - 6:36
3. "Drone" (C. Corea, D. Holland, B. Altschul) - 22:20

## 参加ミュージシャン
- チック・コリア - ピアノ
- デイヴ・ホランド - ダブル・ベース
- バリー・アルトシュル - ドラムス